# Ooststellingwerf
Ooststellingwerf (anhörenⓘ) (westfriesisch Eaststellingwerf) ist eine Gemeinde mit 25.924 Einwohnern (Stand 1. Januar 2025) im Süden der Provinz Friesland (Fryslân) in den Niederlanden. In der Gemeinde wird kein Friesisch gesprochen, sondern Stellingwerfs, eine niedersächsische Mundart, die dem Drentschen verwandt ist.

## Orte
Der Hauptort der Gemeinde und Sitz der Gemeindeverwaltung ist Oosterwolde. 
Die anderen Orte sind: Appelscha, Donkerbroek, Elsloo (nicht zu verwechseln mit Elsloo bei Stein in Limburg), Fochteloo, Haule, Haulerwijk, Langedijke, Makkinga, Oldeberkoop, Nijeberkoop, Ravenswoud und Waskemeer.

## Lage und Wirtschaft
Die Gemeinde liegt im Südosten der Provinz. Der Hauptort Oosterwolde liegt 20 km südöstlich von Drachten und 20 km westlich von Assen. Die Gemeinde grenzt an die Provinz Drenthe. 
Haupterwerbsquellen sind Landwirtschaft und Tourismus, im Hauptort Oosterwolde etwas Gewerbe für den lokalen Bedarf, dort bestehen viele Schulen.
Im entlegenen Nijeberkoop befindet sich das Areal „Pantera“, eine Auffangstation für von Zoos und Zirkussen abgedankte oder wegen mangelhafter Versorgung beschlagnahmte Raubtiere, hauptsächlich Großkatzen wie Tiger, Leoparde, Löwen usw. und Reptilien wie Schlangen. Pantera wirkt mit anderen Tierschutzorganisationen in den Niederlanden und Deutschland zusammen.

## Geschichte
Bei Haulerwijk fanden Archäologen Nachweise, dass Träger der mittelsteinzeitlichen Hamburger Kultur hier vor mehr als 12.000 Jahren lebten. 
Das Gebiet erklärte sich 1328 unabhängig von dem vom Utrechter Bischof verwalteten Drenthe. Es wurde dann durch von der Bevölkerung selbst angestellten Richtern, Stellingen genannt, verwaltet. Es war dann Zankapfel zwischen Friesen, Holländern und dem Utrechter Bistum. Als Verteidigungswerke auf dem Lande wurden Stellungen, „werven“ genannt, erbaut.
Im 16. Jahrhundert wurde Stellingwerf eine „grietenij“ (Großgemeinde) Frieslands, die später zweigeteilt wurde (siehe Weststellingwerf). Ab etwa 1600 wurde, bis Anfang des 20. Jahrhunderts, im moorigen Teil der Gemeinde Torf abgebaut. Ab 1950 machte die Verbesserung der Straßen und der Tourismus der ständigen Armut im Gebiet ein Ende.

## Sehenswürdigkeiten
Zahlreiche Rad- und Wanderwege liegen in der Nähe. Ebenso das Hochmoorgebiet Fochteloer Heide, ein Reservat für u. a. Vögel, Reptilien und Moorvegetation, bei Appelscha schöne Wälder und noch einige andere Naturgebiete, u. a. die Ufern des Baches Tjonger. Bei Appelscha liegen Campingplätze und einige kleine Hotels. In Oldeberkoop und Oosterwolde steht eine Kirche aus dem 18. Jahrhundert.

## Politik

### Sitzverteilung im Gemeinderat
In Ooststellingwerf setzt sich der Gemeinderat wie folgt zusammen:
| Partei                                | Sitze | Sitze | Sitze | Sitze | Sitze | Sitze | Sitze | Sitze | Sitze | Sitze | Sitze |
| Partei                                | 1982  | 1986  | 1990  | 1994  | 1998  | 2002  | 2006  | 2010  | 2014  | 2018  | 2022  |
| ------------------------------------- | ----- | ----- | ----- | ----- | ----- | ----- | ----- | ----- | ----- | ----- | ----- |
| Ooststellingwerfs Belang              | –     | –     | –     | –     | –     | –     | 4     | 7     | 6     | 7     | 5     |
| GroenLinks                            | –     | –     | 1     | 2     | 2     | 2     | 1     | 1     | 2     | 2     | 3     |
| PvdA                                  | 9     | 11    | 9     | 6     | 8     | 7     | 8     | 5     | 4     | 3     | 3     |
| CDA                                   | 6     | 5     | 6     | 5     | 5     | 6     | 4     | 4     | 4     | 3     | 2     |
| VVD                                   | 3     | 3     | 3     | 4     | 4     | 4     | 3     | 2     | 2     | 3     | 2     |
| Vrije Partij Ooststellingwerf         | –     | –     | –     | –     | –     | –     | –     | –     | –     | –     | 2     |
| Lokaal Sociaal Ooststellingwerf       | –     | –     | –     | –     | –     | –     | –     | –     | –     | –     | 2     |
| ChristenUnie                          | –     | –     | –     | –     | –     | 1     | 1     | 1     | 1     | 1     | 1     |
| D66                                   | 0     | –     | –     | 2     | 1     | 1     | 0     | 1     | 1     | 1     | 1     |
| StellingwerfPLUS                      | –     | –     | –     | –     | –     | –     | –     | –     | 1     | 1     | –     |
| GPV                                   | 0     | 0     | 0     | –     | 1     | –     | –     | –     | –     | –     | –     |
| RPF                                   | 0     | –     | –     | –     | –     | –     | –     | –     | –     | –     | –     |
| Progressief Platform Ooststellingwerf | –     | 0     | –     | –     | –     | –     | –     | –     | –     | –     | –     |
| Stellingwarver Belangen               | 0     | 0     | –     | –     | –     | –     | –     | –     | –     | –     | –     |
| PSP                                   | 1     | –     | –     | –     | –     | –     | –     | –     | –     | –     | –     |
| PPR                                   | 1     | –     | –     | –     | –     | –     | –     | –     | –     | –     | –     |
| CPN                                   | 0     | –     | –     | –     | –     | –     | –     | –     | –     | –     | –     |
| Gesamt                                | 19    | 19    | 19    | 19    | 21    | 21    | 21    | 21    | 21    | 21    | 21    |

### Bürgermeister
Seit dem 17. April 2023 ist Jack Werkman (VVD) amtierender Bürgermeister der Gemeinde. Zu seinem Kollegium zählen die Beigeordneten Esther Verhagen (Ooststellingwerfs Belang), Gerben But (GroenLinks), Jelke Nijboer (PvdA) und Jan van Weperen (VVD) sowie der Gemeindesekretär Willem Mutter.

## Persönlichkeiten

### Söhne und Töchter
- Halbe Zijlstra (* 1969 im Ort Oosterwolde), Politiker (VVD)
- Jan Kromkamp (* 1980 im Ort Makkinga), Fußballspieler
- Tristan Bangma (* 1997), Paracycler

### Persönlichkeiten, die vor Ort wirkten
- Marcus Lycklama à Nijeholt (1573–1625), Rechtswissenschaftler, Diplomat, war von 1610 bis 1624 Gerichtsmann der Gemeinde